# Subregió de Manisa
La subregió de Manisa (TR33) és una de les 26 subregions estadístiques de Turquia.

## Regions de tercer grau (províncies)
- Província de Manisa (TR331)
- Província d'Afyonkarahisar (TR332)
- Província de Kütahya (TR333)
- Província d'Uşak (TR334)